# Eupithecia taiwana
Eupithecia taiwana är en fjärilsart som beskrevs av Alfred Ernest Wileman och South 1917. Eupithecia taiwana ingår i släktet Eupithecia och familjen mätare. Inga underarter finns listade i Catalogue of Life.

## Bildgalleri

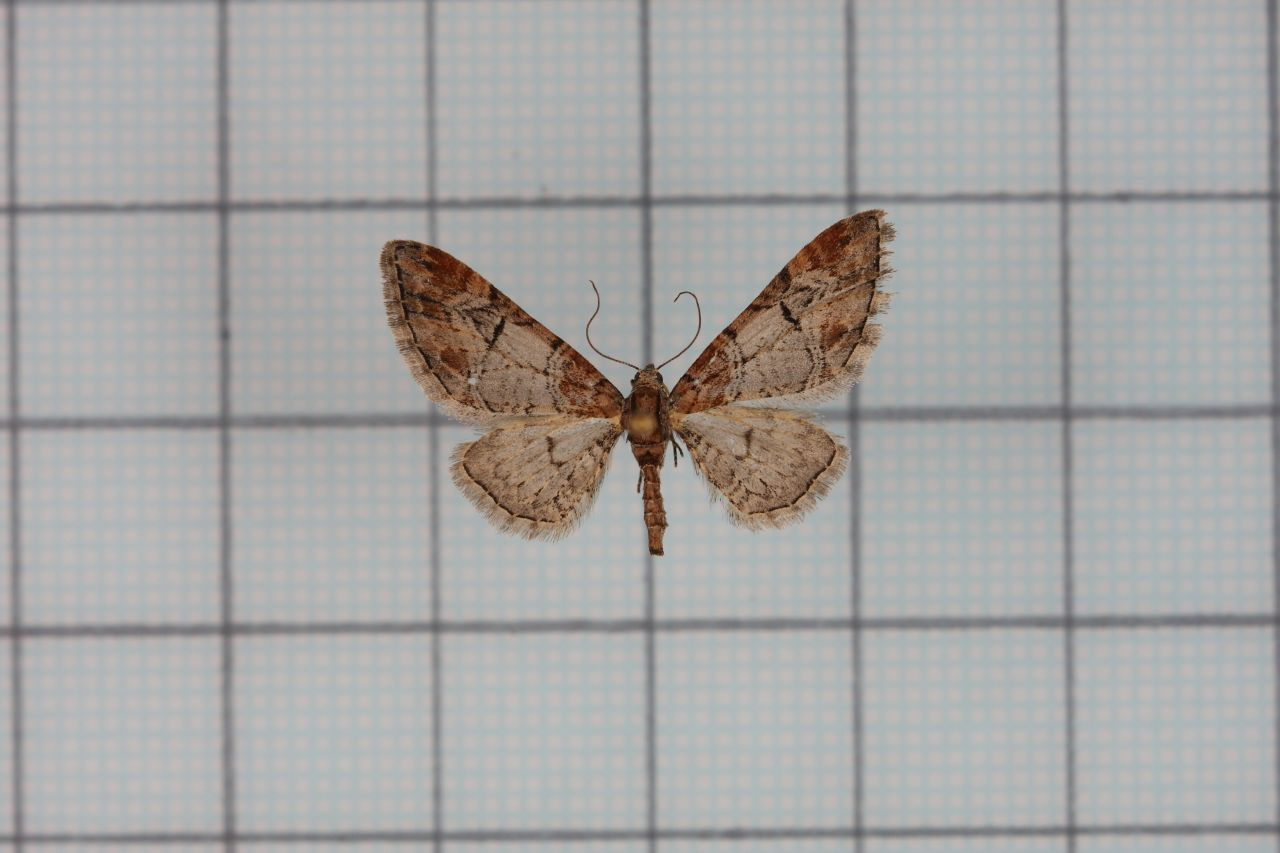